# Football Club Tallinna Vineeri- ja Mööblikombinaat
Il Football Club TVMK Tallinn, conosciuto anche come TVMK Tallinn o FC TVMK (nome completo Football Club Tallinna Vineeri- ja Mööblikombinaat, Tallinn, Fabbrica mobili e compensato di Tallinn), era una società calcistica estone con sede a Tallinn, città capitale dell'Estonia.

## Storia
In epoca sovietica la squadra vinse due volte il campionato, nel 1990 e nel 1991.
In epoca estone, la squadra ha vinto il campionato per la prima e unica volta nel 2005. Inoltre ha vinto due volte la coppa di Estonia. Giocava le partite casalinghe nel Kadriorg Stadium, impianto condiviso con il Levadia Tallinn, squadra concittadina e principale rivale. L'altra squadra di Tallinn, il Flora Tallinn, grande rivale anch'essa, gioca i match nella A. Le Coq Arena.
Fondato nel 1951, il TVMK ha vinto il titolo della RSS estone nel 1990, ripetendosi con un double campionato-coppa l'anno dopo, ultima stagione prima dell'indipendenza dell'Estonia.
Con l'acquisto da parte dell'azienda Nikol (che fonderà una squadra dal nome FC Nikol Tallinn) nel 1992, si conclude la prima parte della storia della società.
La seconda parte inizia nel 1995, un anno dopo lo scioglimento del Nikol Tallinn (vista comunque come una società separata), con l'acquisizione da parte della società Marlekor.
Fino al 1997 la società ha avuto diversi nomi: Tevalte Tallinn, Tevalte/Marlekor Tallinn e Marlekor Tallinn. Dal 1997 e fino allo scioglimento del 2008, il nome è stato TVMK.

### Cambi denominazione
- TVMK Tallinn (1951-1991)
- TVMV Tallinn (1992)
- Tevalte-Marlekor (1995-1996)
- FC Marlekor (1996-1997)
- TVMK Tallinn (1997-2008)

## Cronistoria
| Anno    | Nome             | Serie        | Posiz.  | Diff.reti | Pt. |
| ------- | ---------------- | ------------ | ------- | --------- | --- |
| 1992    | TVMK Tallinn     | Meistriliiga | 3       | +10       | 8   |
| 1993/94 | Tevalte Tallinn  | Meistriliiga | -       | +61       | 49  |
| 1994/95 | Tevalte Tallinn  | -            | escluso | -         | -   |
| 1995/96 | Tevalte/Marlekor | Meistriliiga | 5       | +1        | 20  |
| 1996/97 | Marlekor Tallinn | Meistriliiga | 3       | +3        | 22  |
| 1997/98 | TVMK Tallinn     | Meistriliiga | 6       | -16       | 14  |
| 1998    | TVMK Tallinn     | Meistriliiga | 6       | -12       | 13  |
| 1999    | TVMK Tallinn     | Meistriliiga | 5       | -17       | 30  |
| 2000    | TVMK Tallinn     | Meistriliiga | 3       | +25       | 48  |
| 2001    | TVMK Tallinn     | Meistriliiga | 2       | +47       | 56  |
| 2002    | TVMK Tallinn     | Meistriliiga | 3       | +55       | 53  |
| 2003    | TVMK Tallinn     | Meistriliiga | 2       | +56       | 65  |
| 2004    | TVMK Tallinn     | Meistriliiga | 2       | +60       | 63  |
| 2005    | TVMK Tallinn     | Meistriliiga | 1       | +117      | 95  |
| 2006    | TVMK Tallinn     | Meistriliiga | 4       | +46       | 72  |
| 2007    | TVMK Tallinn     | Meistriliiga | 3       | +70       | 79  |
| 2008    | TVMK Tallinn     | Meistriliiga | 10      | +44       | 66  |

## Palmarès

### Competizioni nazionali
- Campionato estone: 3

1990, 1991, 2005
- Coppa di Estonia: 2

2002-2003, 2005-2006
- Supercoppa d'Estonia: 2

2005, 2006

### Altri piazzamenti
- Campionato estone:

Secondo posto: 2001, 2003, 2004
Terzo posto: 1992, 1995-1996, 2000, 2002, 2007
- Coppa di Estonia:

Finalista: 2003-2004, 2004-2005
Semifinalista: 1995-1996, 1996-1997, 1998-1999, 1999-2000, 2001-2002, 2006-2007

## Statistiche

### Partecipazione ai campionati
Le statistiche comprendono gli anni a partire dal 1992, dalla fondazione del campionato estone.
| Livello | Categoria    | Partecipazioni | Debutto | Ultima stagione | Totale |
| ------- | ------------ | -------------- | ------- | --------------- | ------ |
| 1º      | Meistriliiga | 16             | 1992    | 2008            | 16     |

Note
1. ↑  Squalificato per scandalo scommesse
2. ↑  Retrocesso all'ultimo posto per problemi finanziari

## Organico

### Rosa 2007
| N. |                     | Ruolo | Calciatore          |
| -- | ------------------- | ----- | ------------------- |
| 1  | Estonia (bandiera)  | P     | Vitali Teleš        |
| 2  | Lettonia (bandiera) | D     | Vladislavs Gabovs   |
| 3  | Estonia (bandiera)  | D     | Aleksandr Volodin   |
| 4  | Lituania (bandiera) | D     | Tomas Rimas         |
| 5  | Lettonia (bandiera) | D     | Jevgenijs Kachanovs |
| 6  | Estonia (bandiera)  | D     | Erko Saviauk        |
| 7  | Estonia (bandiera)  | C     | Kert Haavistu       |
| 8  | Estonia (bandiera)  | C     | Andrei Borissov     |
| 9  | Lettonia (bandiera) | C     | Andris Kuvshynovs   |
| 10 | Lettonia (bandiera) | A     | Viktors Dobrecovs   |
| 11 | Estonia (bandiera)  | C     | Andrei Antonov      |
| 12 | Estonia (bandiera)  | C     | Nikolai Mašitšev    |

| N. |                     | Ruolo | Calciatore           |  |
| -- | ------------------- | ----- | -------------------- |  |
| 14 | Estonia (bandiera)  | C     | Markus Jürgenson     |  |
| 15 | Estonia (bandiera)  | D     | Eduard Sarajev       |  |
| 17 | Russia (bandiera)   | D     | Vadim Seero          |  |
| 18 | Estonia (bandiera)  | A     | Oliver Konsa         |  |
| 19 | Estonia (bandiera)  | C     | Mikk Haavistu        |  |
| 20 | Estonia (bandiera)  | C     | Rasmus Tomson        |  |
| 21 | Estonia (bandiera)  | C     | Artur Ossipov        |  |
| 23 | Estonia (bandiera)  | A     | Vladislav Gussev     |  |
| 24 | Estonia (bandiera)  | A     | Sergei Zenjov        |  |
| 25 | Estonia (bandiera)  | A     | Aleksandr Kulatšenko |  |
| 29 | Estonia (bandiera)  | C     | Sergei Terehhov      |  |
| 56 | Lettonia (bandiera) | P     | Antons Trifonovs     |  |